# شروع به هنگام عصر
شروع به هنگام عصر (به انگلیسی: Starting Out in the Evening) یک فیلم درام آمریکایی در سال ۲۰۰۷ به کارگردانی اندرو واگنر است و براساس رمانی به همین نام توسط برایان مورتون ساخته شده‌است.

## بازیگران
- فرانک لانگلا در نقش لئونارد شیلر
- لورن آمبروز در نقش هدر وولف
- لیلی تیلور در نقش آریل شیلر
- آدریان لستر در نقش کیسی دیویس
- مایکل کامپستی در نقش ویکتور
- جسیکا هکت درنقش ساندرا بنت
- دنیس پارلاتو در نقش نویسنده
- علیرضا فرحناکیان در نقش دکتر
- جف مک‌کارتی در نقش چارلز

## بازخورد
راتن تومیتوز گزارش داد ۸۶٪ از منتقدین، براساس ۹۲ بررسی، به فیلم امتیاز مثبت دادند، در حالی که متاکریتیک گزارش داد که این فیلم دارای میانگین امتیاز ۷۸ از ۱۰۰، بر اساس ۳۳ بررسی است.
پیتر تراورز از رولینگ استون این فیلم را «قابل توجه» خواند و گفت: «لانگلا یک کلاس استادی در بازیگری را با یک پرتره عمیقاً احساسی از یک شیر در زمستان ارائه می‌دهد.»
منتقدان واشینگتن پست، نیویورک تایمز و بالتیمور سان این فیلم را یکی از ده بهترین سال عنوان کردند.

## جوایز و نامزدها
- برنده جایزه انجمن منتقدان فیلم بوستون برای بهترین بازیگر نقش اول مرد برای فرانک لانگلا
- نامزد دریافت جایزه انجمن منتقدان فیلم لس آنجلس برای بهترین بازیگر نقش اول مرد برای فرانک لانگلا
- نامزد دریافت جایزه انجمن منتقدان فیلم شیکاگو برای بهترین بازیگر نقش اول برای فرانک لانگلا
- نامزد دریافت جایزه ایندیپندنت اسپیریت برای بهترین بازیگر نقش اول مرد برای فرانک لانگلا
- نامزد دریافت جایزه ستلایت برای بهترین بازیگر نقش اول - درام تصویر متحرک برای فرانک لانگلا
- نامزد دریافت جایزه ایندیپندنت اسپیریت برای بهترین فیلمنامه برای اندرو واگنر و فرد پارنس